# Yael Bartana

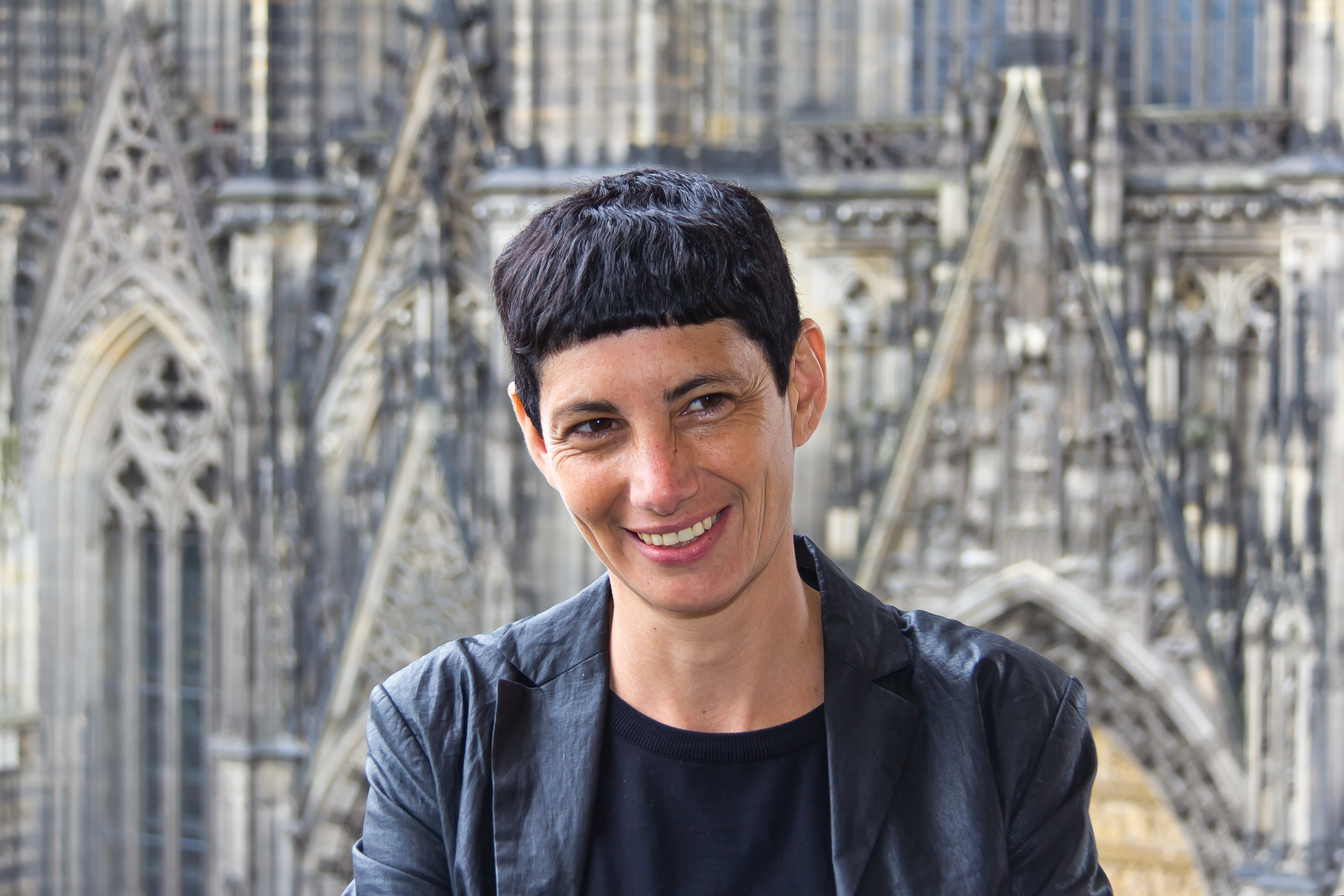
Yael Bartana vor der Westfassade des Kölner Doms, 2013

Yael Bartana  (hebräisch יעל ברתנא;) (* 1970 in Afula, Israel) ist eine israelische Multimediakünstlerin, die in Berlin und Amsterdam lebt. Sie arbeitet mit Videos und Videoinstallationen, Soundinstallationen und anderen Multimedia-Techniken.

## Leben
Yael Bartana studierte an der Bezalel Academy of Arts and Design in Jerusalem bildende Kunst mit dem Schwerpunkt Fotografie, wo sie ihr Studium im Jahr 1996 abschloss. Danach ging Bartana für zweieinhalb Jahre in die USA, wo sie 1999 an der School of Visual Arts mit einem MFA in bildender Kunst abschloss. Nach dem Aufenthalt in den USA zog sie nach Amsterdam und kehrte an der Rijksakademie van beeldende kunsten in Amsterdam zur Kunst zurück. In Amsterdam drehte sie im Jahr 2000 Profile, eine künstlerische Darstellung einer Schießübung von israelischen Soldatinnen.
Ihr Schaffen wird durch internationale Ausstellungen u. a. in New York City, St. Gallen, Warschau und im Van Abbemuseum, Eindhoven sowie mehreren Teilnahmen an Biennalen und Gruppenausstellungen anerkannt. 2004 wurde sie mit dem Dorothea-von-Stetten-Kunstpreis ausgezeichnet. Im Jahr 2007 war sie Teilnehmerin der documenta 12 in Kassel mit der Video- und Toninstallation Summer Camp (2007), die eine Aktion dokumentiert, bei der Menschen aus verschiedenen Ländern ein palästinensisches Haus wieder aufbauen, das von den israelischen Behörden abgerissen worden war. 2023/24 erhielt sie als Rompreisträgerin einen Stipendienaufenhalt in der Deutschen Akademie Rom Villa Massimo.

## Werk
Yael Bartana gilt als Videokünstlerin mit einer eigenen Ausdrucksweise. In ihrer Kunst verbindet sie dokumentarische Aspekte mit poetischer Verfremdung. Ihre Filme thematisieren oftmals gesellschaftliche Rituale des Alltags in Israel, der von Ausnahmezuständen und Kriegsgefahr geprägt ist.
Zwischen 2006 und 2011 arbeitete Bartana in Polen und schuf die Trilogie And Europe Will Be Stunned, die das Europa des 19. und 20. Jahrhunderts als historisches Heimatland der aschkenasischen jüdischen Bevölkerung untersucht und die Geschichte der polnisch-jüdischen Beziehungen sowie deren Einfluss auf die zeitgenössische polnische Identität aus einer kritischen Perspektive zeigt. Die Trilogie besteht aus den drei Videos: Mary Koszmary (Albträume), Mur i wieza (Mauer und Turm) und Zamach (Attentat). In ihrer Gesamtheit wurde die Trilogie auf der 54. Biennale di Venezia im Jahr 2011 im polnischen Länderpavillon auf dem Arsenale gezeigt, wo Bartana als erste nicht-polnische Staatsbürgerin ihr Werk ausstellen durfte. 2024 zeigen Yael Bartana und Ersan Mondtag ihre Arbeiten unter dem Titel Thresholds im Deutschen Pavillon auf der 60. Biennale di Venezia.

## Ausstellungen (Auswahl)
- 2024: Yael Bartana: Utopia now!, Weserburg, Bremen.
- 2024: Yael Bartana: Two Minutes to Midnight, Villa Stuck, München[7]
- 2021: Yael Bartana. Redemption Now., Jüdisches Museum Berlin.
- 2014: Project Gallery: Yael Bartana., Pérez Art Museum Miami (PAMM).[8]
- 2012: Wenn Ihr wollt, ist es kein Traum, Secession, Wien.
- 2011: Polnischer Pavillon der 54. Biennale di Venezia.
- 2011: Mary Koszmary, 2007, Studiengalerie 1.357, Goethe-Universität, Frankfurt am Main.
- 2010: Moderna Museet Malmö, Schweden.[9]
- 2009: Yael Bartana at P.S.1.[10][11][12][13]
- 2008: Foksal Gallery, Warsaw, Poland / Center for Contemporary Art, Tel Aviv, Israel.
- 2007: LES RENCONTRES INTERNATIONALES, Jeu de Paume, Paris /  Art Summer University Tate Modern, London / LES RENCONTRES INTERNATIONALES 2007 Kino Babylon, Berlin-Mitte / documenta 12, Kassel / Neue Asiatische Kunst. Thermocline of Art, ZKM, Karlsruhe / In the Eye of the Storm Kunstmuseum St. Gallen / Twenty-two thousand five hundred, Museum De Paviljoens, Almere / LES RENCONTRES INTERNATIONALES 2007 Circulo de Bellas Artes, Madrid / e-flux VIDEO RENTAL Centre culturel suisse, Paris / Spring Exhibitions CCS Bard Hessel Museum, Annandale-on-Hudson / INSERT 2: Israeli Center for Digital Art Holon Kunstverein Hamburg / a forest and a tree Kunsthalle Exnergasse, Wien / Dateline Israel Jewish Museum – New York / Fiona Banner + Yael Bartana The Power Plant, Toronto / REXISTROS E HABITOS CGAC Santiago de Compostela / This Place is My Place, Kunstverein Hamburg.

- 2006: LIMINAL SPACES Galerie für Zeitgenössische Kunst, Leipzig / Maskharat Künstlerhaus Stuttgart / Wherever we go SPAZIO OBERDAN Mailand / STRAY (G) Para/Site, Hongkong, Hong Kong / Biennale von São Paulo / Yael Bartana Kunsthalle Fridericianum, Kassel / 7. Werkleitz Biennale, Halle / Coding: Decoding Kunsthallen Nikolaj, Kopenhagen / e-flux VIDEO RENTAL Mucsarnok – Kunsthalle Budapest / Art 37 Basel / TERRITORY Presentation House Gallery, Vancouver / Yael Bartana / DREI GESCHÄFTE Kunstverein Hamburg / e-flux VIDEO RENTAL FILM FESTIVAL Extra City, Antwerpen / People Land State Israeli Digital Art Lab, Holon / 52. Internationale Kurzfilmtage Oberhausen / It is hard to touch the real Kunstverein Graz / under.ctrl Forum Stadtpark, Graz / Bartana, Perjovschi, Sasnal Van Abbemuseum, Eindhoven.

- 2005: Traum und Trauma Haus der Kulturen, Berlin / IRREDUCIBLE Bronx Museum of the Arts / Yael Bartana Katharinen Kunstmuseum St. Gallen / Why don't you say it? Herzliya Museum of Art / 9. Istanbul Biennale / ISTANBUL Platform Garanti, Istanbul / Irreducible Miami Art Central / That from a long way off look like flies Platform Garanti, Istanbul / PRIXDEROME.NL 2005 De Appel, Amsterdam / Die Neuen Hebräer Martin-Gropius-Bau, Berlin / WRO 05 Media Art Biennale WRO Center for Media Art, Breslau / Hilchot Shchenim Chapter C Israeli Digital Art Lab, Holon / Montevideo Dorottya Gallery, Budapest / transmediale.05 Transmediale Berlin / Dorothea von Stetten Kunstpreis 2004 Kunstmuseum Bonn / Irreducible: Contemporary Short Form Video CCA Wattis, San Francisco / ONUFRI-PRIZE, 2004 / CHOSEN PLACES National Gallery of Arts, Tirana.

- 2004: PLAY Stadsgalerij Heerlen / Aus aktuellem Anlass Johann König, Berlin / Smile away the parties ... Gemeentemuseum Helmond / Das zweite Bild / Videoscreening Galerie Olaf Stüber, Berlin / Yael Bartana: Three Works MIT List Visual Arts Center, Cambridge (MA) / Time Zones: Recent Film and Video Tate Modern, London / Liverpool Biennale 2004 / Who if not we... Ludwig Museum Budapest / Das zweite Bild dreizehnzwei, Wien / Wherever I Am Museum of Modern Art, Oxford / 5. Cetinje Biennale – Love it or Leave it / Eblouissement / Guy Bourdin Jeu de Paume, Paris / Die Zehn Gebote Deutsches Hygiene-Museum, Dresden / Mediterraneans – Arte Contemporanea MACRO Rom / TERRITORIES Malmö Konsthall / Busan Biennale 2004 / lonely planet Art Tower Mito / Quicksand De Appel, Amsterdam / transmediale.04 Transmediale Berlin / TERRITORIES Witte de With, Rotterdam.

- 2003 :1 PRAGUE BIENNALE Prag / TERRITORIES KW Berlin / NGBK Berlin / Wonderyears Kunstraum Kreuzberg/Bethanien, Berlin / Junge Kunst: transkulturell Overbeck-Gesellschaft, Lübeck / M_ARS – Kunst und Krieg Neue Galerie, Graz.

- 2002: Cowboys en kroegtijgers Gemeentemuseum Helmond / Manifesta 4 Frankfurt am Main 2002 International Foundation Manifesta, Amsterdam.

- 2001: Neue Welt, Kunstverein Frankfurt am Main / in the meantime... De Appel, Amsterdam.

## Werke (Auswahl)

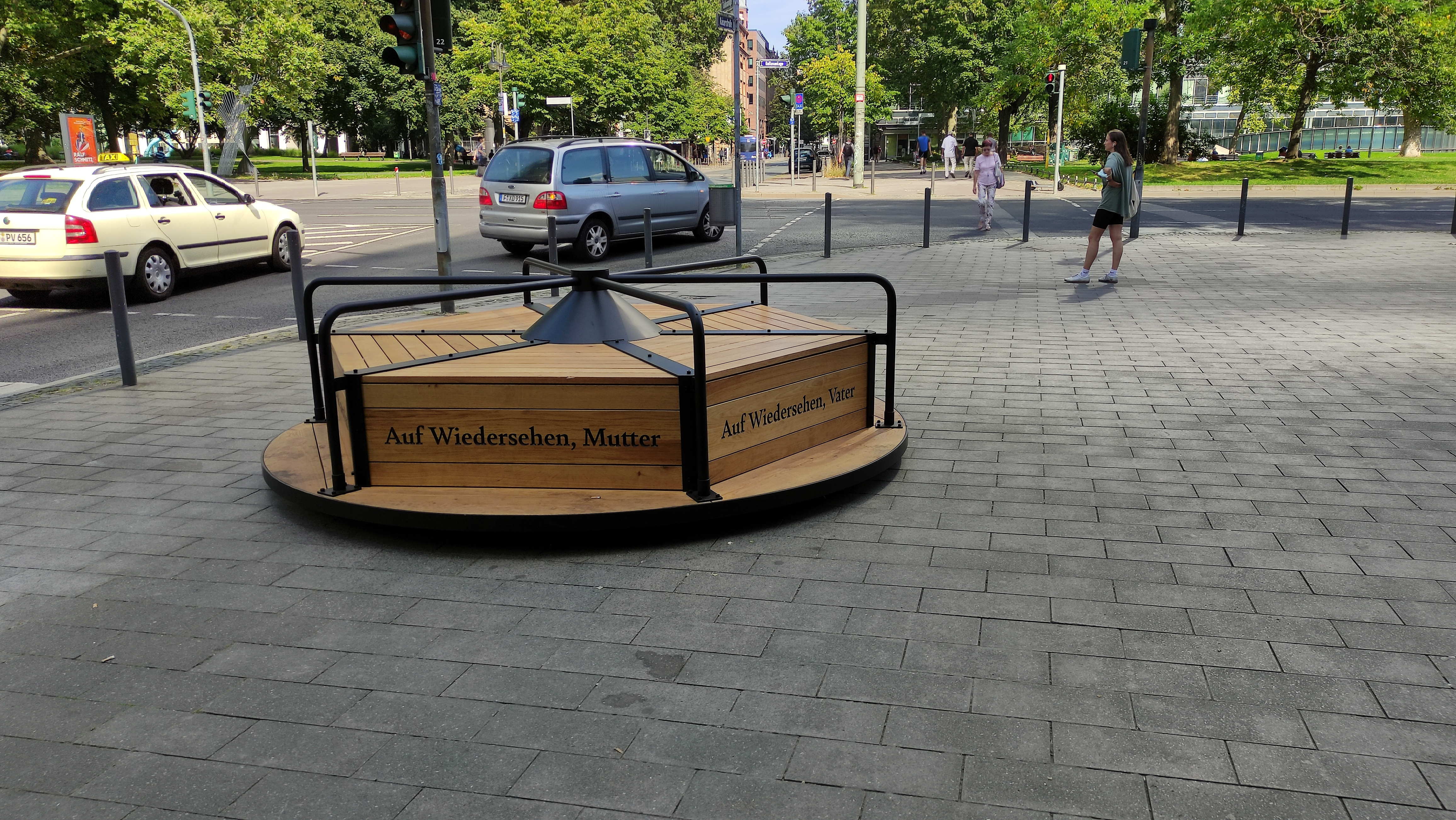
Das Kindertransport-Denkmal in Sichtweite zum Frankfurter Hauptbahnhof wurde am 2. September 2021 eingeweiht.

- Kindertransporte-Denkmal (2021) in Frankfurt/Main
- Two Minutes to Midnight (2021, dt.: Die Präsidentin, Film)
- Simone The Hermetic (2015)
- Pardes (2015)
- True Finn (2014)
- Inferno (2013)
- JRMiP Congress (2012)
- And Europe Will Be Stunned: Zamach (2011)
- Entartete Kunst lebt (2010)
- And Europe Will Be Stunned: Mur i wieża (2009)
- And Europe Will Be Stunned: Mary Koszmary (2008)
- Summer Camp (2007)
- A Declaration (2006)
- Odds and Ends (2005)
- Wild Seeds (2005)
- Low Relief II (2004)
- Kings of the Hill (2003)
- Trembling Time (2001)
- Profil (2000)